# Pipino d'Italia
Carlomanno, ribattezzato Pipino al momento dell'incoronazione a re dei Longobardi (aprile 773 o 777 – Milano, 8 luglio 810), fu figlio di Carlo Magno e re dei Longobardi sotto la sovranità del padre dal 781 fino alla morte.

## Origine
Secondo il Pauli Gesto Episcop. Mettensium Carlomanno era il secondo figlio maschio del re dei Franchi e re dei Longobardi, poi imperatore, Carlo Magno e di Ildegarda (758 – Thionville, 30 aprile 783), che, secondo la Vita Hludowici Imperatoris, era di origine sveva, discendente, da parte di madre, da Goffredo, duca degli Alemanni, essendo figlia di Emma d'Alemannia, figlia di Hnabi, duca degli Alemanni, mentre secondo il Codex Laureshamensis il padre di Ildegarda e marito di Emma era il conte Geroldo di Vinzgouw.

## Biografia

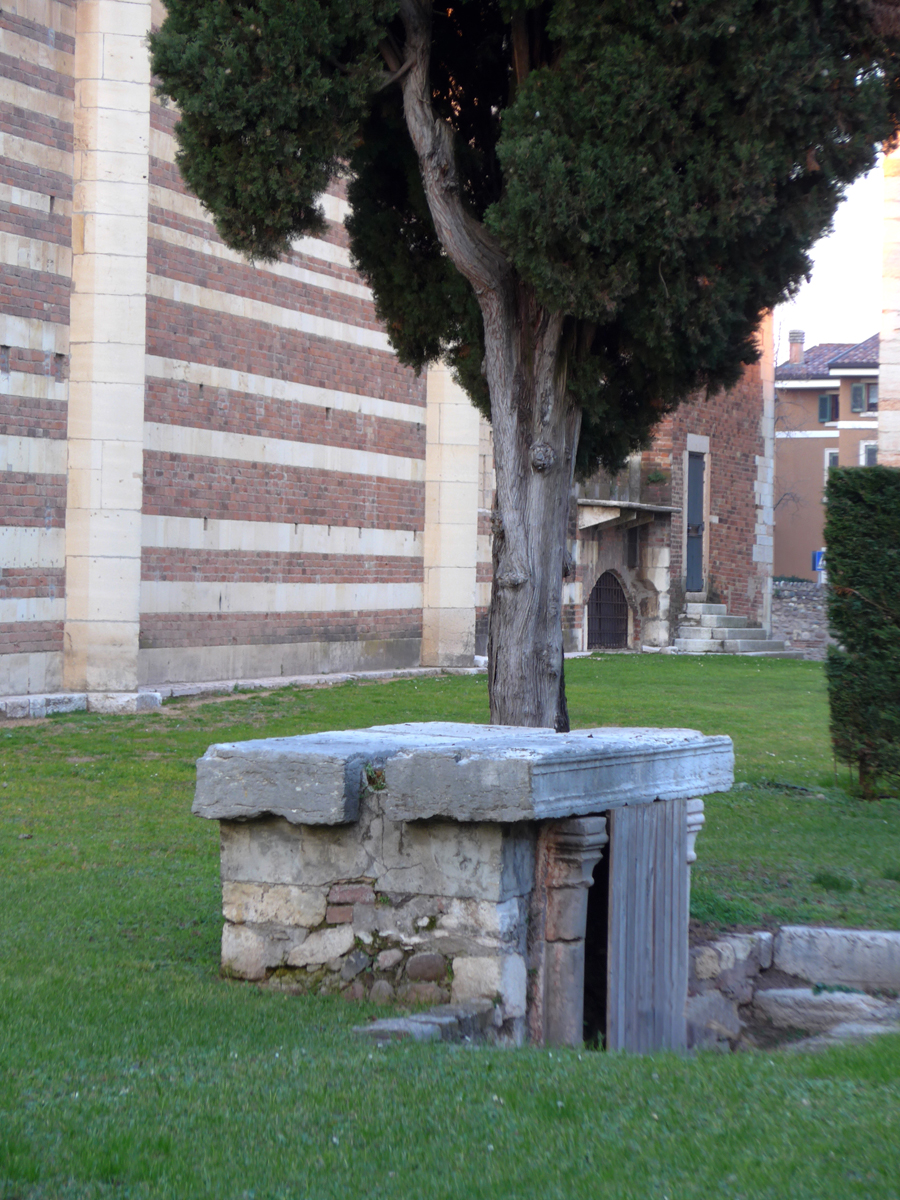
Verona, presunta tomba di Pipino.

Alla nascita gli era stato imposto il nome Carlomanno, ma, prima di essere unto re dei Longobardi, fu ribattezzato col nome reale Pipino (secondo la storica Sandrine Vassileff, perché il nome Carlomanno era legato negativamente, in Italia, a quello del defunto zio, fratello e rivale di suo padre Carlo Magno), anche perché il suo fratellastro Pipino il Gobbo, pur vivendo a corte, era stato diseredato, in quanto dichiarato illegittimo e forse anche perché malformato. Secondo la Pauli Continuatio Romana, Carlomanno, nel 781, fu ribattezzato Pipino da papa Adriano I e dallo stesso fu unto "re d'Italia" (regem super Italiam), mentre il fratello minore, Ludovico fu unto re d'Aquitania, a Roma, il giorno di Pasqua, il 15 aprile dopo che suo padre, nel 773, aveva soggiogato i Longobardi e conquistato il loro regno. Pipino sotto la tutela del cugino di suo padre, Adelardo di Corbie, dopo aver cinto la Corona ferrea, risiedette a Pavia.
Fu assai attivo per espandere l'Impero franco, prima di tutto con la conquista dell'Istria, che venne riannessa al regno d'Italia nel 788-789. Nel 791 condusse il suo esercito, affiancato da Geroldo di Vintzgau, nella valle della Drava e saccheggiò la Pannonia, mentre il padre marciava, seguendo il corso del Danubio, nel territorio degli Avari. Carlo Magno fu poi costretto ad abbandonare l'impresa per affrontare l'insurrezione sassone del 792. Nel 793 Pipino invase il ducato di Benevento, ancora sotto il dominio dei Longobardi.
Il margravio Enrico del Friuli ed il principe slavo Voinimiro, nel 795, attraversarono il Danubio e attaccarono le fortificazioni degli Avari costruite a forma di anello, riuscendo a conquistare, secondo gli Annales Fuldenses, il grande "Anello degli Avari", la loro principale fortezza. Pipino, l'anno successivo completò l'opera, distruggendo l'Anello dopo averlo espugnato per la seconda volta, sottomettendo definitivamente gli Avari. Il bottino fu immenso: fu inviato a Carlo Magno ad Aquisgrana e distribuito a tutti i suoi seguaci e persino a governanti stranieri, compreso il re Offa di Mercia. Per la vittoria sugli Avari fu composto un poema in onore di Pipino: De Pippini Regis Victoria Avarica.
Nell'806, a Thionville, suo padre Carlo Magno redasse un progetto di divisione dell'impero in tre parti, una a ciascun figlio, senza menzionare chi gli sarebbe successo sul trono imperiale, quindi inviò il documento al papa Leone III: a Pipino sarebbero toccate l'Italia, la Baviera, parte della Carinzia e l'Alemannia.
Secondo lo storico francese Christian Settipani, esperto di genealogie, Pipino nell'810 occupò l'Istria e la laguna veneta. Nell'ambito di queste imprese, è da ricordare anche il disastroso attacco alla laguna di Venezia, allora territorio bizantino, ma di fatto indipendente. Secondo la storiografia veneziana, Pipino, occupato il porto di Albiola, organizzò una flotta per conquistare la laguna, ma gli assediati, ritiratosi nelle isole più interne, come Rialto, aspettarono che le grandi navi franche si arenassero nelle secche lagunari per poi attaccarle con imbarcazioni piccole e leggere, bruciando la flotta e massacrando l'esercito nemico - da cui il toponimo canale dell'Orfano. Secondo la versione franca, Pipino si sarebbe a quel punto mosso verso la Dalmazia, ma l'arrivo di una flotta bizantina al comando di Paolo, prefetto di Cefalonia, lo dissuase dal procedere nelle operazioni militari. L'imperatore bizantino Niceforo, frattanto, volle chiudere i conti in sospeso con i Carolingi e riaprì le trattative, inviando un ambasciatore a Pipino.
Pipino si ammalò poco dopo per l'insalubrità delle paludi e morì. Una tradizione locale racconta che il decesso avvenne a Pietrasecca, dove in precedenza aveva fondato un castello. La morte di Pipino ci viene confermata sia dagli Annales Fuldenses che dagli Annales Sancti Emmerammi Ratsponensis Maiores: avvenne l'8 luglio 810 a Milano, ove fu sepolto nella basilica di Sant'Ambrogio. Secondo la leggenda, Pipino sarebbe stato sepolto a Verona, ma la notizia è ormai stata smentita da tempo.
Dopo la morte di Pipino, Carlo Magno, pur riconoscendo la legittimità della successione, tenne rinchiuso sino all'età di 15 anni il di lui figlio naturale Bernardo presso l'abbazia di Fulda. Bernardo, secondo Eginardo, fu inviato ufficialmente in Italia (col titolo di Rex Langobardorum) dall'imperatore nell'812.

## Matrimonio e discendenza
Di una eventuale moglie di Pipino non si hanno notizie, mentre, secondo la Vita Hludowici Imperatoris, ebbe almeno un'amante, che secondo alcune fonti fu una delle figlie di Guglielmo di Gellone oppure una delle figlie del conte Bernardo, figlio di Carlo Martello, oppure entrambe. Da una o forse due amanti, Pipino ebbe sei figli (le figlie sono confermate da Eginardo):
- Adelaide o Adele (796- dopo l'835), alla corte imperiale prima dell'814.[11] Forse moglie del conte Lamberto I di Nantes, futuro duca di Spoleto[23];
- Bernardo[22] (797-818), re dei Longobardi;
- Aelis o Aeda o Adula (798- dopo l'810), alla corte imperiale nell'807[11], sposò il principe sassone Billung da cui ebbe una figlia, Oda, citata coi genitori nel Carmen de Primordia Coenobii Gandersheimensis[24];
- Gontrada (800/810- dopo l'810), alla corte imperiale prima dell'814.[11] Forse moglie del conte Lamberto I di Nantes, futuro duca di Spoleto[23];
- Bertaide (800/810- dopo l'810), alla corte imperiale prima dell'814.[11] Forse moglie del conte Lamberto I di Nantes, futuro duca di Spoleto[23];
- Theodrada (800/810- dopo l'810), alla corte imperiale prima dell'814.[11] Forse moglie del conte Lamberto I di Nantes, futuro duca di Spoleto[23].

## Ascendenza
|                     |   |                     | Genitori               |  |  | Nonni |  |  | Bisnonni       |  |  | Trisnonni         |  |
|                     |   |                     |                        |  |  |       |  |  | Carlo Martello |  |  | Pipino di Herstal |  |
|                     |   |                     |                        |  |  |       |  |  | Carlo Martello |  |  | Pipino di Herstal |  |
|                     |   | Alpaïde di Bruyères |                        |  |  |       |  |  | Carlo Martello |  |  |                   |  |
| Pipino il Breve     |   |                     |                        |  |  |       |  |  | Carlo Martello |  |  |                   |  |
|                     |   | Rotrude di Treviri  | Lamberto II di Hesbaye |  |  |       |  |  |                |  |  |                   |  |
|                     |   | Rotrude di Treviri  | Lamberto II di Hesbaye |  |  |       |  |  |                |  |  |                   |  |
|                     |   | Rotrude di Treviri  | Clotilde               |  |  |       |  |  |                |  |  |                   |  |
| Carlo Magno         |   | Rotrude di Treviri  |                        |  |  |       |  |  |                |  |  |                   |  |
|                     |   | Cariberto di Laon   | ?                      |  |  |       |  |  |                |  |  |                   |  |
|                     |   | Cariberto di Laon   | ?                      |  |  |       |  |  |                |  |  |                   |  |
|                     |   | Cariberto di Laon   | Bertrada di Prüm       |  |  |       |  |  |                |  |  |                   |  |
| Bertrada di Laon    |   | Cariberto di Laon   |                        |  |  |       |  |  |                |  |  |                   |  |
|                     |   | Gisella di Laon     | ?                      |  |  |       |  |  |                |  |  |                   |  |
|                     |   | Gisella di Laon     | ?                      |  |  |       |  |  |                |  |  |                   |  |
|                     |   | Gisella di Laon     | ?                      |  |  |       |  |  |                |  |  |                   |  |
| Pipino d'Italia     |   | Gisella di Laon     |                        |  |  |       |  |  |                |  |  |                   |  |
|                     | … | …                   |                        |  |  |       |  |  |                |  |  |                   |  |
|                     | … | …                   |                        |  |  |       |  |  |                |  |  |                   |  |
|                     | … | …                   |                        |  |  |       |  |  |                |  |  |                   |  |
| Geroldo di Vintzgau | … |                     |                        |  |  |       |  |  |                |  |  |                   |  |
|                     |   | …                   | …                      |  |  |       |  |  |                |  |  |                   |  |
|                     |   | …                   | …                      |  |  |       |  |  |                |  |  |                   |  |
|                     |   | …                   | …                      |  |  |       |  |  |                |  |  |                   |  |
| Ildegarda           |   | …                   |                        |  |  |       |  |  |                |  |  |                   |  |
|                     |   | Hnabi               | Huoching               |  |  |       |  |  |                |  |  |                   |  |
|                     |   | Hnabi               | Huoching               |  |  |       |  |  |                |  |  |                   |  |
|                     |   | Hnabi               | …                      |  |  |       |  |  |                |  |  |                   |  |
| Emma d'Alemannia    |   | Hnabi               |                        |  |  |       |  |  |                |  |  |                   |  |
|                     |   | …                   | …                      |  |  |       |  |  |                |  |  |                   |  |
|                     |   | …                   | …                      |  |  |       |  |  |                |  |  |                   |  |
|                     |   | …                   | …                      |  |  |       |  |  |                |  |  |                   |  |
|                     |   | …                   |                        |  |  |       |  |  |                |  |  |                   |  |

### Fonti primarie
- (LA)  Monumenta Germaniae Historica, Scriptores Rerum Longobardicarum et Italicarum.
- (LA) Scriptores, tomus II, su Monumenta Germaniae Historica. URL consultato il 12 ottobre 2022 (archiviato dall'url originale il 12 aprile 2013).
- (LA)  Monumenta Germaniae Historica, Scriptores, tomus I.
- (LA)  Monumenta Germaniae Historica, Poetarum Latinorum Medii Aevi, tomus I.
- (LA)  Monumenta Germaniae Historica, Scriptores, tomus IV.
- (LA)  Codex Laureshamensis, tomus II.

### Letteratura storiografica
- Gerhard Seeliger, Conquiste e incoronazione a imperatore di Carlo Magno, in «Storia del mondo medievale», vol. II, 1999, pp. 358–396
- (FR) Sandrine Vassileff La place du nom Carloman dans le système anthroponymique de la famille carolingienne (PDF), su www2.univ-mlv.fr. URL consultato il 2 febbraio 2013 (archiviato dall'url originale il 31 agosto 2021).